# Cryptophlebia rhizophorae
Cryptophlebia rhizophorae is een vlinder uit de familie bladrollers (Tortricidae). De wetenschappelijke naam voor deze soort is voor het eerst geldig gepubliceerd in 1981 door Vári.
De soort komt voor in tropisch Afrika.